# The Who
The Who és una banda britànica de rock formada el 1963.Originalment es deia The Detours, encara que poc després adoptarien el nom de The High Numbers per més endavant passar-se a dir The Who. Aquesta banda va néixer a Londres, Anglaterra. L'alineació "clàssica" estava composta per Roger Daltrey (veu), Pete Townshend (guitarra), John Entwistle (baix) i Keith Moon (bateria). Townshend era el principal compositor: va escriure la major part de les cançons de la banda i va ser el responsable dels conceptes i històries d'àlbums com Tommy i Quadrophenia i el projecte Lifehouse. Entwistle també va compondre una part important de les cançons de The Who, i va ser responsable d'alguns temes importants de la banda, en els quals va cantar (Townshend sol cantava en algunes de les seves pròpies cançons). D'aquesta alineació només queden vius Pete Townshend i Roger Daltrey, ja que Keith Moon va morir per sobredosis de pastilles el 1978 (per la qual cosa va ser reemplaçat per Kenney Jones) i John Entwistle per una afecció del fetge el 2002.

## Història

### Els 60

#### Primer anys
A principi dels anys 60, Townshend i Entwistle començaren una banda de jazz tradicional dita The Confederates (Els Confederats). Townshend tocava el banjo i Entwistle tocava el corn fracès, que ho havia après a tocar en la seua banda musical de l'escola. Daltrey se topa Entwistle anant pel carrer amb la seua guitarra baix a l'espatla i li preguntà d'unir-se a la seua banda The Detours, que havia fundat l'any anterior. Després d'unes poques, Entwistle suggerí a Townshend com el guitarrista addicional de la formació. Durant els primers dies la banda tocà una varietat de música adequada per als pubs i les sales on actuaven, llavors començaren a influenciar-se per la música country del blues americà, tocant majoritàriament rhythm and blues.
La banda estava formada per Daltrey en la guitarra principal, Townshend en la guitarra ritmíca, Entwistle en el baix, Doug Sandom en la bateria, i Colin Dawson a la veu. Després que Dawson deixà la banda, Daltrey agafà la part vocal i Townshend es convertí en l'única guitarra del grup. En 1964, Sandom marxà del grup. Durant una actuació del mateix esta va ser interpretada en la bateria de manera temporal per un substitut en eixa demarcació, Keith Moon que s'aproximà al grup i els va preguntar de poder actuar amb ells. A l'acabar la nit, Moon el preguntà de poder ser el bateria oficial.
Els The Detours canviaren el seu nom als The Who en febrer de 1964, i amb l'arribada de Moon eixe any, la formació era completa. Amb tot, per un curt període durant l'estiu de 1964, sota l'administració del mod Peter Meaden, canviaren el seu nom a The High Numbers, llançant el senzill "Zoot Suit/I'm the Face", que apuntava a apel·lar als afeccionats mod. Quan el senzill fallà d'abastar els rànquings de vendes, la banda revertí el seu nom als The Who.

## Discografia oficial

### Àlbums d'estudi
- The Who Sings My Generation (1965) (també conegut com a "My Generation")
- A Quick One (1966) (també conegut com a "Heat wave")
- The Who Sell Out (1967)
- Tommy (1969)
- Who's Next (1971)
- Quadrophenia (1973)
- The Who By Numbers (1975)
- Who Are You (1978)
- Face Dances (1981)
- It's Hard (1982)
- Endless Wire (2006)

### Àlbums en directe
- Live At Leeds (1970)
- Who's Last (1984)
- Join Together (1990)
- Live At The Isle Of Wight Festival 1970 (1996)
- Live At The Royal Albert Hall (2003)

### Compilacions oficials
- Magic Bus (1968)
- Meaty, Beaty, Big and Bouncy (1971)
- 30 Years of Maximum R&B
- Odds And Sods (1974)
- Direct Hits
- Greatest Hits
- Who's Better, Who's Best
- Hooligans
- The Kids Are Alright
- The Ox
- The Story of The Who
- The Singles
- The Who Collection
- Who's Missing
- Two's Missing
- Rarities Vol. I
- Rarities Vol. II
- The Ultimate Collection
- Then & Now
- Teenage Wasteland